# Planet
En planet (fra græsk, πλανήτης αστήρ (planítis astír), der betyder "vandrende stjerne" ) er et himmellegeme, der opfylder en række kriterier:
- Himmellegemets tyngdekraft skal være kraftig nok til, at det er i hydrostatisk ligevægt, så det bliver (næsten) rundt.
- Himmellegemet må ikke være massivt nok til selv at producere fusionsenergi.
- Der må ikke kredse mange andre små himmellegemer i samme bane som planeten.

Definitionen blev vedtaget på den Internationale Astronomiske Unions (IAU's) kongres 24. august 2006 og havde den konsekvens, at Pluto ikke levede op til kravene og derfor blev degraderet til dværgplanet.
Omkring en planet kan der ofte kredse en eller flere måner.
En forældreløs planet er en planet, der ikke kredser om nogen stjerne.
Vores eget solsystem beskrives ofte som Solen, omkredset af otte planeter (nævnt efter stigende afstand fra Solen):
1. Merkur
2. Venus
3. Jorden
4. Mars
5. Jupiter
6. Saturn
7. Uranus
8. Neptun

## Hypotetiske planeter
- Ifølge Titius–Bodes lov skal der være en planet imellem Mars' og Jupiters baner. Da man i begyndelsen af det 19. århundrede opdagede de første asteroider, mente man at de stammede fra planeten Phäeton, der var sprunget i luften. I dag mener man, at der aldrig har været en planet på Phäetons plads, og at asteroiderne blev dannet af overskudsmateriale. Asteroiden 3200 Phaethon har i stedet overtaget navnet.
- En af teorierne for Månens dannelse angiver, at protojorden blev ramt af planeten Theia på størrelse med Mars. Noget af Theia samlede sig i kredsløb om Jorden som Månen.
- En planet skulle kunne dele jordbanen med Jorden, blot 180° forskudt (L3). Da den altid er skjult af Solen, skulle denne anti-jord ikke kunne observeres. Perturbationer vil få objekter i L3 til at være synlige fra tid til anden og der er ingen rumsonder der har observeret den.
- Mindre uforklarlige påvirkninger af Merkurs bane blev tilskrevet planeten Vulcanus af Urbain Le Verrier. Vulcanus skulle kredse om Solen i 21 mio. km afstand (sammenlignet med Merkurs 58 mio. km). Einsteins relativitetsteori forklarede i det 20. århundrede Merkurs observerede bane, så tæt på Solens tyngdefelt.
- Mindre påvirkninger af Neptuns bane kunne ikke forklares med opdagelsen af Pluto. Plutos masse var for ringe, så den hypotetiske Planet X (X er romertal ti) skulle perturbere Neptuns bane. Opdagelsen af Kuiperbæltet har mindsket nødvendigheden for en Planet X.